# Sportverein Arminia Hannover 1978-1979
Questa voce raccoglie le informazioni riguardanti lo Sportverein Arminia Hannover nelle competizioni ufficiali della stagione 1978-1979.

## Stagione
Nella stagione 1978-1979 l'Arminia Hannover, allenato da Gerd Bohnsack, concluse il campionato di 2. Bundesliga al 12º posto. In Coppa di Germania l'Arminia Hannover fu eliminato al secondo turno dal Borussia M'gladbach.

## Rosa
| N. |                     | Ruolo | Calciatore       |
| -- | ------------------- | ----- | ---------------- |
|    | Germania (bandiera) | P     | Georg Kaiser     |
|    | Germania (bandiera) | P     | Ulrich Karlsdorf |
|    | Germania (bandiera) | P     | Dieter Schrader  |
|    | Germania (bandiera) | D     | Rainer Behrends  |
|    | Germania (bandiera) | D     | Reinhard Brandt  |
|    | Germania (bandiera) | D     | Peter Enders     |
|    | Germania (bandiera) | D     | Werner Günther   |
|    | Germania (bandiera) | D     | Roland Hoffmann  |
|    | Germania (bandiera) | D     | Jürgen Roloff    |
|    | Germania (bandiera) | C     | Norbert Bebensee |
|    | Germania (bandiera) | C     | Peter Burkhardt  |
|    | Germania (bandiera) | C     | Bernd Dierßen    |

| N. |                     | Ruolo | Calciatore          |
| -- | ------------------- | ----- | ------------------- |
|    | Germania (bandiera) | C     | Jürgen Fleer        |
|    | Germania (bandiera) | C     | Horst Gailus        |
|    | Germania (bandiera) | C     | Franz Genschick     |
|    | Germania (bandiera) | C     | Hartwig Hasselbruch |
|    | Germania (bandiera) | C     | Emil Krause         |
|    | Germania (bandiera) | C     | Michael Krüger      |
|    | Croazia (bandiera)  | C     | Vitomir Rogoznica   |
|    | Germania (bandiera) | C     | Michael Schmotz     |
|    | Germania (bandiera) | A     | Gerd Füllkrug       |
|    | Germania (bandiera) | A     | Karl-Heinz Mrosko   |
|    | Germania (bandiera) | A     | Wolfgang Wallek     |

## Organigramma societario
Area tecnica
- Allenatore: Gerd Bohnsack
- Allenatore in seconda:
- Preparatore dei portieri:
- Preparatori atletici:

## Calciomercato

### Sessione estiva
| Acquisti | Acquisti          | Acquisti         | Acquisti |
| R.       | Nome              | da               | Modalità |
| -------- | ----------------- | ---------------- | -------- |
| A        | Karl-Heinz Mrosko | Oakland Stompers |          |
| D        | Peter Enders      | Herford          |          |
| C        | Jürgen Fleer      | Herford          |          |
| C        | Emil Krause       | Rapid Vienna     |          |
| C        | Vitomir Rogoznica | Bremerhaven      |          |

| Cessioni | Cessioni    | Cessioni  | Cessioni |
| R.       | Nome        | a         | Modalità |
| -------- | ----------- | --------- | -------- |
| C        | Kurt Becker | Göttingen |          |

### Sessione invernale
| Acquisti | Acquisti | Acquisti | Acquisti |
| R.       | Nome     | da       | Modalità |
| -------- | -------- | -------- | -------- |

| Cessioni | Cessioni | Cessioni | Cessioni |
| R.       | Nome     | a        | Modalità |
| -------- | -------- | -------- | -------- |

## Risultati

### 2. Bundesliga

#### Girone di andata
| Arbitro: | Heymann |

|                                           |           |  |
| Sinnigen 43’ Bals 60’ Busk 79’ Scheer 86’ | Marcatori |  |

| Arbitro: | Ohmsen |

|                         |           |                       |
| Mrosko 40’ Behrends 86’ | Marcatori | 10’ Mödrath 21’ Graul |

| Arbitro: | Winkler |

|                                    |           |  |
| Gelsdorf 16’ Ziegler 28’ Szech 33’ | Marcatori |  |

| Arbitro: | Horeis |

|            |           |                |
| Mrosko 53’ | Marcatori | 75’ Marczewski |

| Arbitro: | Eggers |

|               |           |  |
| Rogoznica 55’ | Marcatori |  |

| Arbitro: | Broska |

|                       |           |  |
| Wagner 64’ Schock 65’ | Marcatori |  |

| Arbitro: | Osmers |

|                                         |           |           |
| Mrosko 3’ Rogoznica 31’, 52’ Krüger 87’ | Marcatori | 70’ Budde |

| Arbitro: | Glasneck |

|                                                          |           |           |
| Beverungen 38’ Hoffmann 41’ (aut.) Steffenhagen 67’, 74’ | Marcatori | 8’ Mrosko |

| Arbitro: | Schütte |

|                             |           |                  |
| Wallek 47’, 82’ Dierßen 55’ | Marcatori | 18’, 83’ Pinkall |

| Arbitro: | Richter |

|                                    |           |                                |
| Keese 22’, 49’ Lücke 42’, 61’, 89’ | Marcatori | 37’ Wallek 40’ (rig.) Behrends |

| Arbitro: | Mölm |

|                                           |           |         |
| Mrosko 25’ Behrends 65’ (rig.) Wallek 89’ | Marcatori | 75’ Elm |

| Arbitro: | Roth |

|                          |           |            |
| Klinger 1’ Mannebach 49’ | Marcatori | 65’ Roloff |

| Arbitro: | Teichert |

|                         |           |                       |
| Wallek 32’ Bebensee 65’ | Marcatori | 35’ (rig.) Offermanns |

| Arbitro: | Eschweiler |

|               |           |            |
| Rieländer 54’ | Marcatori | 11’ Wallek |

| Arbitro: | Rieb |

|           |           |                               |
| Mrosko 6’ | Marcatori | 27’, 57’ Jürgens 38’ Grünther |

| Arbitro: | Wichmann |

|                                       |           |  |
| Stradt 24’, 74’ Kehr 54’ Bertrams 85’ | Marcatori |  |

| Arbitro: | Retzmann |

|            |           |                                  |
| Mrosko 52’ | Marcatori | 34’ Steffensen 82’, 88’ Mattsson |

| Arbitro: | Kopka |

|  |           |                        |
|  | Marcatori | 58’ Schmotz 86’ Wallek |

| Arbitro: | Topolewski |

|                                        |           |  |
| Rogoznica 43’ Genschick 78’ Mrosko 87’ | Marcatori |  |

#### Girone di ritorno
| Arbitro: | Weber |

|              |           |              |
| Bebensee 80’ | Marcatori | 84’ Fritsche |

| Arbitro: | Gathmann |

|                             |           |  |
| Finkler 9’ Mödrath 15’, 75’ | Marcatori |  |

| Arbitro: | Glasneck |

|              |           |             |
| Behrends 48’ | Marcatori | 86’ Brücken |

| Arbitro: | Reichmann |

|             |           |               |
| Schmitz 43’ | Marcatori | 74’ Genschick |

| Arbitro: | Horeis |

|                         |           |  |
| Jordt 38’ Wendlandt 89’ | Marcatori |  |

| Arbitro: | Prinz |

|                               |           |  |
| Behrends 6’ (rig.) Mrosko 54’ | Marcatori |  |

| Arbitro: | Wippker |

|           |           |            |
| Fagot 48’ | Marcatori | 47’ Enders |

| Arbitro: | Burgers |

|  |           |                           |
|  | Marcatori | 11’ Rosenfeld 21’ Feilzer |

| Arbitro: | Meijerink |

|                        |           |                                                     |
| Langer 13’ Richter 90’ | Marcatori | 6’ Dierßen 24’ Bebensee 49’ Mrosko 61’, 63’ Schmotz |

| Arbitro: | Heymann |

|                      |           |            |
| Wieczorek 67’ (aut.) | Marcatori | 37’ Mauthe |

| Arbitro: | Schütte |

|                 |           |            |
| Elm 3’ Lenz 84’ | Marcatori | 19’ Mrosko |

| Arbitro: | Kohnen |

|                                            |           |  |
| Bebensee 12’ Schmotz 24’ Mrosko 76’ (rig.) | Marcatori |  |

| Arbitro: | Malbranc |

|  |           |                                                  |
|  | Marcatori | 56’ Dierßen 59’ Schmotz 71’ Mrosko 84’ Genschick |

| Arbitro: | Ahlenfelder |

|                                            |           |                          |
| Fleer 19’ Bebensee 53’ Behrends 59’ (rig.) | Marcatori | 12’ Mertes 70’ Deterding |

| Arbitro: | Kindervater |

|                          |           |  |
| Grünther 17’ Jürgens 51’ | Marcatori |  |

| Hannover 12 maggio 1979 35ª giornata | Arminia Hannover | 0 – 0 referto | Alemannia Aquisgrana | Stadion am Bischofsholer Damm (8 000 spett.)\| Arbitro: \| Reichmann \| |
| Arbitro:                             | Reichmann        |               |                      |                                                                         |

| Arbitro: | Meijerink |

|                                                 |           |              |
| Funkel 16’, 49’ Steffensen 37’ Lüttges 44’, 80’ | Marcatori | 77’ Hoffmann |

| Arbitro: | Prinz |

|                                 |           |  |
| Rogoznica 27’ Bebensee 58’, 75’ | Marcatori |  |

| Arbitro: | Eggers |

|            |           |              |
| Kunkel 38’ | Marcatori | 42’ Bebensee |

### Coppa di Germania
| Arbitro: | Uhlig |

|                                            |           |                                                                           |
| Schweigert 23’ (rig.) Wischek 39’ Götz 62’ | Marcatori | 10’ Dierßen 32’ (rig.) Fleer 37’ Rogoznica 67’ (aut.) Jäckel 73’ Bebensee |

| Arbitro: | Risse |

|                                                   |           |            |
| Bruns 13’, 24’, 25’, 79’ (rig.) Simonsen 27’, 43’ | Marcatori | 86’ Mrosko |

## Statistiche

### Statistiche di squadra
| Competizione      | Punti | In casa | In casa | In casa | In casa | In casa | In casa | In trasferta | In trasferta | In trasferta | In trasferta | In trasferta | In trasferta | Totale | Totale | Totale | Totale | Totale | Totale | DR  |
| Competizione      | Punti | G       | V       | N       | P       | Gf      | Gs      | G            | V            | N            | P            | Gf           | Gs           | G      | V      | N      | P      | Gf     | Gs     | DR  |
| ----------------- | ----- | ------- | ------- | ------- | ------- | ------- | ------- | ------------ | ------------ | ------------ | ------------ | ------------ | ------------ | ------ | ------ | ------ | ------ | ------ | ------ | --- |
| 2. Bundesliga     | 36    | 19      | 10      | 6       | 3       | 35      | 21      | 19           | 3            | 4            | 12           | 21           | 44           | 38     | 13     | 10     | 15     | 56     | 65     | -9  |
| Coppa di Germania | -     | 0       | 0       | 0       | 0       | 0       | 0       | 2            | 1            | 0            | 1            | 6            | 9            | 2      | 1      | 0      | 1      | 6      | 9      | -3  |
| Totale            | 36    | 19      | 10      | 6       | 3       | 35      | 21      | 21           | 4            | 4            | 13           | 27           | 53           | 40     | 14     | 10     | 16     | 62     | 74     | -12 |

### Andamento in campionato
| Giornata  | 1  | 2  | 3  | 4  | 5  | 6  | 7  | 8  | 9  | 10 | 11 | 12 | 13 | 14 | 15 | 16 | 17 | 18 | 19 | 20 | 21 | 22 | 23 | 24 | 25 | 26 | 27 | 28 | 29 | 30 | 31 | 32 | 33 | 34 | 35 | 36 | 37 | 38 |
| --------- | -- | -- | -- | -- | -- | -- | -- | -- | -- | -- | -- | -- | -- | -- | -- | -- | -- | -- | -- | -- | -- | -- | -- | -- | -- | -- | -- | -- | -- | -- | -- | -- | -- | -- | -- | -- | -- | -- |
| Luogo     | T  | C  | T  | C  | C  | T  | C  | T  | C  | T  | C  | T  | C  | T  | C  | T  | C  | T  | C  | C  | T  | C  | T  | T  | C  | T  | C  | T  | C  | T  | C  | T  | C  | T  | C  | T  | C  | T  |
| Risultato | P  | N  | P  | N  | V  | P  | V  | P  | V  | P  | V  | P  | V  | N  | P  | P  | P  | V  | V  | N  | P  | N  | N  | P  | V  | N  | P  | V  | N  | P  | V  | V  | V  | P  | N  | P  | V  | N  |
| Posizione | 20 | 20 | 20 | 19 | 17 | 17 | 16 | 16 | 15 | 16 | 14 | 16 | 14 | 13 | 16 | 18 | 18 | 17 | 16 | 16 | 18 | 18 | 17 | 18 | 17 | 16 | 16 | 13 | 14 | 15 | 14 | 12 | 10 | 12 | 12 | 13 | 12 | 12 |

Legenda:

Luogo: C = Casa; T = Trasferta. Risultato: V = Vittoria; N = Pareggio; P = Sconfitta.

### Statistiche dei giocatori
| Giocatore      | 2. Bundesliga | 2. Bundesliga | 2. Bundesliga | 2. Bundesliga | Coppa di Germania | Coppa di Germania | Coppa di Germania | Coppa di Germania | Totale   | Totale | Totale      | Totale     |
| Giocatore      | Presenze      | Reti          | Ammonizioni   | Espulsioni    | Presenze          | Reti              | Ammonizioni       | Espulsioni        | Presenze | Reti   | Ammonizioni | Espulsioni |
| -------------- | ------------- | ------------- | ------------- | ------------- | ----------------- | ----------------- | ----------------- | ----------------- | -------- | ------ | ----------- | ---------- |
| N. Bebensee    | 36            | 8             | 3             | 0             | 2                 | 1                 | 0                 | 0                 | 38       | 9      | 3           | 0          |
| R. Behrends    | 35            | 6             | 4             | 2             | 1                 | 0                 | 0                 | 0                 | 36       | 6      | 4           | 2          |
| R. Brandt      | 14            | 0             | 5             | 0             | 1                 | 0                 | 1                 | 0                 | 15       | 0      | 6           | 0          |
| P. Burkhardt   | 0             | 0             | 0             | 0             | 0                 | 0                 | 0                 | 0                 | 0        | 0      | 0           | 0          |
| B. Dierßen     | 36            | 3             | 4             | 0             | 2                 | 1                 | 1                 | 0                 | 38       | 4      | 5           | 0          |
| P. Enders      | 9             | 1             | 1             | 0             | 0                 | 0                 | 0                 | 0                 | 9        | 1      | 1           | 0          |
| J. Fleer       | 34            | 1             | 10            | 0             | 2                 | 1                 | 1                 | 0                 | 36       | 2      | 11          | 0          |
| G. Füllkrug    | 2             | 0             | 0             | 0             | 0                 | 0                 | 0                 | 0                 | 2        | 0      | 0           | 0          |
| H. Gailus      | 0             | 0             | 0             | 0             | 1                 | 0                 | 0                 | 0                 | 1        | 0      | 0           | 0          |
| F. Genschick   | 33            | 3             | 2             | 0             | 1                 | 0                 | 0                 | 0                 | 34       | 3      | 2           | 0          |
| W. Günther     | 1             | 0             | 1             | 0             | 1                 | 0                 | 0                 | 0                 | 2        | 0      | 1           | 0          |
| H. Hasselbruch | 9             | 0             | 1             | 0             | 0                 | 0                 | 0                 | 0                 | 9        | 0      | 1           | 0          |
| R. Hoffmann    | 30            | 1             | 4             | 0             | 2                 | 0                 | 1                 | 0                 | 32       | 1      | 5           | 0          |
| G. Kaiser      | 21            | 0             | 0             | 0             | 1                 | 0                 | 0                 | 0                 | 22       | 0      | 0           | 0          |
| U. Karlsdorf   | 1             | 0             | 0             | 0             | 0                 | 0                 | 0                 | 0                 | 1        | 0      | 0           | 0          |
| E. Krause      | 26            | 0             | 5             | 0             | 0                 | 0                 | 0                 | 0                 | 26       | 0      | 5           | 0          |
| M. Krüger      | 30            | 1             | 5             | 0             | 2                 | 0                 | 0                 | 0                 | 32       | 1      | 5           | 0          |
| K. Mrosko      | 34            | 13            | 4             | 0             | 1                 | 1                 | 0                 | 0                 | 35       | 14     | 4           | 0          |
| V. Rogoznica   | 31            | 5             | 1             | 0             | 2                 | 1                 | 0                 | 0                 | 33       | 6      | 1           | 0          |
| J. Roloff      | 32            | 1             | 1             | 0             | 1                 | 0                 | 0                 | 0                 | 33       | 1      | 1           | 0          |
| M. Schmotz     | 28            | 5             | 1             | 0             | 2                 | 0                 | 0                 | 0                 | 30       | 5      | 1           | 0          |
| D. Schrader    | 17            | 0             | 0             | 0             | 2                 | 0                 | 0                 | 0                 | 19       | 0      | 0           | 0          |
| W. Wallek      | 17            | 7             | 1             | 0             | 1                 | 0                 | 0                 | 0                 | 18       | 7      | 1           | 0          |